# Леошино
Леошино — деревня в Ганьковском сельском поселении Тихвинского района Ленинградской области.

## История
Деревня Левошкина упоминается на специальной карте западной части России Ф. Ф. Шуберта 1844 года.

ЛЕВОШИНО — деревня Казаломского общества, прихода Капецкого погоста. Река Паша. 

Крестьянских дворов — 10. Строений — 13, в том числе жилых — 10.

Число жителей по семейным спискам 1879 г.: 17 м. п., 26 ж. п.; по приходским сведениям 1879 г.: 15 м. п., 22 ж. п.

В конце XIX — начале XX века деревня административно относилась к Куневичской волости 2-го земского участка 2-го стана Тихвинского уезда Новгородской губернии.

ЛЕВОШИНО — деревня Казаломского общества, дворов — 12, жилых домов — 16, число жителей: 27 м. п., 33 ж. п. 

Занятия жителей — земледелие, лесные промыслы. Река Паша. Смежна с деревней Щекотовичи. (1910 год)

Деревня Леошино на карте 1932 года

Согласно карте Ленинградской области Северо-западного аэрогеодезического треста ГГУ издания 1932 года деревня насчитывала 6 крестьянских дворов.
По данным 1933 года деревня Леошино входила в состав Щекотовского сельсовета Капшинского района Ленинградской области.
По данным 1966 и 1973 годов деревня Леошино входила в состав Михалёвского сельсовета.
По данным 1990 года деревня Леошино входила в состав Ганьковского сельсовета.
В 1997 году в деревне Леошино Ганьковской волости не было постоянного населения, в 2002 году проживали 2 человека (все русские).
В 2007 и 2010 годах в деревне Леошино Ганьковского СП вновь не было постоянного населения.

## География
Деревня расположена в центральной части района к югу от автодороги 41К-946 (Озровичи — Пашозеро — Шугозеро — Ганьково).
Расстояние до административного центра поселения — 8 км.
Расстояние до ближайшей железнодорожной станции Тихвин — 48 км.
Деревня находится на левом берегу реки Паша.

## Демография
| 2007 | 2010 | 2017 |
| ---- | ---- | ---- |
| 30   | ↘22  | ↗25  |

### Национальный состав
Согласно данным Всероссийской переписи населения 2021 года в деревне проживали 2 человека, все русские.